# Гошев (Житомирская область)
Го́шев (укр. Гошів) — село на Украине, находится в Овручском районе Житомирской области.
Код КОАТУУ — 1824282201. Население по переписи 2001 года составляет 767 человек. Почтовый индекс — 11155. Телефонный код — 4148. Занимает площадь 13,71 км².
Дата основания точно неизвестна, однако учёные предполагают, что село основано в XV веке. Впервые село упоминается в 1657 году.

## Адрес местного совета
11156, Житомирская область, Овручский р-н, с.Гошев